# 潘靖 (越南)
潘靖（越南语：／；？年—1859年），原名潘永定（越南语：／），越南阮朝官員，明鄉人。

## 生平
潘靖是嘉定省新平府新隆縣新香村（今屬胡志明市）人。明命十二年（1831年），潘靖參加嘉定場鄉試，考中舉人。嗣德初，累遷至禮部侍郎，充如清正使。回國後，改授廣南布政使。不久升任興化巡撫。嗣德七年（1854年），改任戶部右參知。不久因在廣南任上索取漏銀稅一事，貶官三級，降為廣義參辦軍務，轉署廣義布政使。廣義石壁蠻攻掠青林堡，潘靖與廣義領兵阮長悅率兵平定寇亂。嗣德十二年（1859年），法軍發動南圻遠征，攻陷嘉定城。潘靖改任參贊。在富壽小屯之戰中，潘靖被流彈擊傷。嗣德帝下令賞賜參桂、麝香、冰片和白銀三十兩給潘靖，革職留任，繼續擔任參贊，籌措退敵方略。不久改任贊理。同年冬，潘靖在軍中病逝。嗣德帝追贈其為禮部參知。